# Paranyctimene raptor
Paranyctimene raptor је врста слепог миша из породице великих љиљака (Pteropodidae).

## Распрострањење
Врста је присутна у Индонезији и Папуи Новој Гвинеји.

## Станиште
Врста Paranyctimene raptor има станиште на копну.
Врста је по висини распрострањена до 1.350 метара надморске висине. 

## Угроженост
Ова врста није угрожена, и наведена је као последња брига јер има широко распрострањење.

### Популациони тренд
Популациони тренд је за ову врсту непознат.